# Visueller Neglect
Beim visuellen Neglect handelt es sich um eine Aufmerksamkeitsstörung in Form der Vernachlässigung einer Raum- bzw. Körperhälfte (egozentrisch) und/oder Objekthälften (allozentrisch). Es handelt sich um eine auf das Sehen bezogene besondere Form des Neglects.
Das Wort Neglect entstammt dem lateinischen „neglegere“, was „nicht wissen“ oder „vernachlässigen“ bedeutet. Tatsächlich vernachlässigen Betroffene eine Seite ihres Körpers und ihrer Umgebung, und zwar immer jene, die der geschädigten Gehirnhälfte gegenüber liegt.

## Symptome
Patienten mit einem visuellen Neglect vernachlässigen eine Hälfte ihres Wahrnehmungsfeldes, die – abhängig von der Läsionsseite – entweder links oder rechts vom Fixationspunkt liegt.  Ein sehr wichtiges Merkmal dieser Störung ist, dass der Patient diese Einschränkung nicht wahrnimmt. Er kann nicht realisieren, dass er eine Raumhälfte vernachlässigt, auch wenn man ihm wiederholt experimentelle Beweise seiner Fähigkeiten vorführt. Dies ist ein wichtiges Unterscheidungskriterium zu Gesichtsfeldstörungen (siehe Hemianopsie, Skotom): In diesen Fällen ist der Patient in Teilen seines Gesichtsfeldes blind, er nimmt diese Einschränkung aber wahr. Gesichtsfeldausfälle gehen zudem auf andere Ursachen als der Neglect zurück.
Einige exemplarische egozentrische (auf die eigene Körperachse) und allozentrische (auf die generelle Objektseite) Manifestationen des visuellen Neglects:
- Beim Essen isst der Patient nur von derjenigen Tellerseite, die er nicht vernachlässigt.[2] Diese andere Seite lässt er gänzlich unbeachtet. Dreht man nun den Teller um 180°, sodass die ausgelassene Seite sich im Wahrnehmungsfeld befindet, isst der Patient diese Hälfte der Mahlzeit. Trotzdem kann er seine Störung nicht wahrnehmen. Setzt man dem Patienten mit linksseitigem Neglect beispielsweise einen Teller vor, auf dessen linker Seite sich nur Kartoffeln und rechts nur Gemüse und Fleisch befinden, so beschwert sich der Patient, dass er keine Kartoffeln zur Mahlzeit erhält.
- Patienten waschen und rasieren nur eine Körperhälfte.[2]
- Zeigt man Patienten Bilder von Gesichtern, welche aus zwei unterschiedlichen Gesichtshälften bestehen (z. B. linke Hälfte Bill Clinton und rechte Hälfte Elvis Presley) so geben die Patienten an, das vollständige Gesicht derjenigen Person zu sehen, deren Gesicht sich auf ihrer wahrgenommenen Seite befindet.
- Man legt dem Patienten ein Blatt Papier mit vielen waagerechten Strichen vor und bittet ihn, jeden der Striche durch einen senkrechten Strich genau in der Mitte zu teilen. Zum einen bearbeitet der Patient nur all jene waagerechten Striche, die sich in seinem Wahrnehmungsfeld befinden (und gibt trotzdem an, die Aufgabe vollständig erfüllt zu haben). Zum anderen tendiert er dazu, die vertikalen Striche bei jedem waagerechten Strich leicht in Richtung seines Wahrnehmungsfeldes zu verschieben, anstatt sie mittig einzuzeichnen.
- Soll der Patient ein Bild oder Foto abzeichnen, zeichnet er nur die wahrgenommene Hälfte.
- Soll der Patient ein Uhrenblatt zeichnen, malt er in der Regel zwar einen vollständigen Kreis, zeichnet aber alle 12 Stundenmarkierungen nur auf seiner wahrgenommenen Objektseite ein.
- Dem Patienten wird das skizzierte Bild einer Blume gezeigt. Die Blume hat einen dicken Stängel, von dem nach links und rechts je eine große Blüte abzweigen. Soll der Patient diese zweiblütige Pflanze abzeichnen, so skizziert er nur eine der beiden Blüten und vernachlässigt die zweite. Wenn der Experimentator jedoch den dicken Stängel der Blume verdeckt, und somit der gemeinsame Ursprung der beiden Blüten verdeckt wird, so nimmt der Patient beide Blüten wahr – zeichnet jedoch von jeder Blüte nur die wahrgenommene Hälfte ab. Die daraus resultierenden Einschränkungen im täglichen Leben können erheblich sein und sämtliche anderen Therapien wie z. B. die krankengymnastische Rehabilitation anderer Störungen (Lähmungen etc.) stark beeinträchtigen oder sogar unmöglich machen. Als besonders problematisch erweist sich häufig das gleichzeitige Vorliegen eines visuellen oder multimodalen Neglects und eines Gesichtsfeldausfalls.

## Ursachen
Hirnschäden, die zu einem Neglect-Syndrom führen können, sind örtliche/einseitige Hirnschäden etwa nach Schlaganfällen oder Kopfverletzungen, fokale Epilepsien, oder auch schnell wachsende Tumore. Diffuse Hirnschädigungen wie bei Vergiftungen kommen eher nicht als Ursache in Frage.
Der visuelle Neglect geht nicht – wie vielleicht vermutbar – auf eine Schädigung des primären Sehsystems zurück. Bei Neglectpatienten ohne Sehfeldverlust sind sowohl die optischen Bahnen, als auch der visuelle Cortex im Okzipitallappen nicht geschädigt. Zu einem visuellen Neglect kommt es vielmehr durch eine Läsion im Parietallappen des Cortex. In diesem Bereich des Gehirns lokalisiert man die Aufmerksamkeitssteuerung. Mit Hilfe bildgebender Verfahren hat man gefunden, dass bei den meisten Menschen vor allem die rechte parietale Hemisphäre für die Aufmerksamkeitskontrolle zuständig ist. Darauf führt man zurück, dass die meisten Neglectpatienten einen linksseitigen Neglect haben:
Das linke Wahrnehmungsfeld wird von der rechten Hemisphäre kontrolliert. Bei Schädigung des rechten Parietallappens fällt dieses wichtige Steuerungssystem aus. Bei Schädigung des linken Parietalcortex (welcher das rechte Wahrnehmungsfeld kontrolliert), beobachtet man hingegen nur einen leichten Neglect auf der rechten Gesichtshälfte. Dies wird darauf zurückgeführt, dass die Aufmerksamkeitssteuerung hauptsächlich durch die intakte rechte Hemisphäre erfolgt und diese somit die linksseitige Läsion teilweise kompensieren kann.
Formen von Gesichtsfeldausfällen sind:
- Hemianopsie (Halbseitenausfall)
- Quadrantenanopsie
- Skotom

Eine weitere zentrale Sehstörung ist:
- Kortikale Blindheit

Es gibt im Bereich der klinischen Neuropsychologie verschiedene Behandlungsansätze des visuellen Neglects. Neben dem Explorationstraining werden eine Stimulation der Nackenmuskeln, optokinetische Stimulationtherapie und eine Prismentherapie erfolgreich angewandt.

## Andere besondere Formen des Neglects
- Olfaktorischer Neglect – Riechen
- Somatosensibler Neglect – Tastsinn
- Auditorischer Neglect – Hören